# Panthenol
Panthenol is de alcoholvorm van pantotheenzuur (vitamine B5). In zuivere toestand is het een kleurloze zeer viskeuze olieachtige vloeistof.
Panthenol heeft twee enantiomeren (D- en L-panthenol), maar enkel D-panthenol of dexpanthenol is biologisch actief. In cellen wordt het omgezet tot pantotheenzuur; om deze reden wordt panthenol vaak als provitamine B5 aangeduid. Het wordt zowel afzonderlijk (CAS-nummer 81-13-0) als in het racemisch mengsel DL-panthenol (CAS-nummer 16485-10-2) gebruikt. Een merknaam is Bepanthen (Bayer).

## Toepassingen
Panthenol is een ingrediënt in talrijke cosmetische producten voor haarverzorging (shampoos, hairconditioners) en huidverzorging (crèmes, zalven, lotions). Het heeft een hydraterende werking (houdt vocht vast en voorkomt uitdroging). Het hecht goed aan de haarzakjes en maakt de haren gladder en makkelijker te kammen.
Op de huid zorgt panthenol ervoor dat de huid soepeler en elastischer wordt en dat oppervlakkige tekenen van veroudering verminderen. Het helpt ook tegen irritaties, jeuk, luieruitslag e.d. en draagt bij tot de genezing van lichte (zonne)brandwonden. Dit wordt toegeschreven aan de vitaminevormende eigenschap van dexpanthenol; het dringt door in de huid en wordt daar omgezet in pantotheenzuur (vitamine B5), dat op zijn beurt een onderdeel is van co-enzym A; het bevordert zo de energietoevoer naar de cellen en versnelt de vorming van nieuwe huidcellen. In haarverzorging is de werking van panthenol evenwel louter uitwendig en speelt de vitaminevormende eigenschap van panthenol geen rol.